# Ben Swanson
Ben Swanson (Grove City, Ohio, 18 juli 1997) is een Amerikaans profvoetballer die bij voorkeur speelt als middenvelder. 

## Jeugd
Swanson is geboren in Grove City, Ohio en studeerde af aan Grove City High School. Hij begon te spelen in de jeugdteams van Columbus Crew SC in 2006 en werd in 2010 toegelaten tot de Crew Soccer Academy. In 2012 werd Swanson uitgenodigd voor het US Soccer's Residency Program in Bradenton, Florida. Hij ontving de uitnodiging na ontdekt te zijn tijdens het spelen met Crew Academy-teams in de VS Soccer Development Academy. Swanson begon in september 2014 met het senior team te oefenen en op het moment van tekenen van zijn eerste professionele contract was hij de langstbegeerde Crew Youth-speler in de geschiedenis van de club.

## Clubcarrière

### Columbus Crew SC
Op 17 oktober 2014 kondigde MLS club Columbus Crew SC aan dat Swanson een contract met de club zou ondertekenen en zou worden toegevoegd aan de selectie op 1 januari 2015.
Swanson maakte zijn Columbus-debuut op 27 mei 2015 in een 1-0 vriendschappelijke wedstrijd, die verloren werd tegen Valencia CF. Ondanks dat het een vriendschappelijke wedstrijd was, was het de eerste professionele voetbalwedstrijd van Ben Swanson. Later in het seizoen werd hij gekozen om deel te nemen aan het 2015 MLS Homegrown Game samen met collega Crew SC HGP Matt Lampson. Swanson verving Dillon Serna tijdens de rust tegen Club América U20s , waarbij hij een schot nam toen de MLS-spelers, na een stand van 1-1 na de reguliere speeltijd, 5-4 werden verslagen na het nemen van strafschoppen. Hij speelde geen andere wedstrijden dat seizoen, maar werd laat in het jaar naar Duitsland gestuurd om te trainen met de reserve- en jeugdteams van meerdere clubs om ervaring op te doen. Swanson beëindigde zijn eerste profseizoen zonder te spelen in een officiële wedstrijd voor Crew SC. 
Hoewel Swanson werd uitgeleend aan het begin van het  seizoen van 2016, werd hij halverwege het jaar teruggeroepen door Crew SC, omdat de club kampte met problemen zoals internationale call-ups en blessures. Deze omstandigheden maakte het voor Swanson mogelijk om zijn club- (en MLS) debuut te maken op 1 juni, ter vervanging van Mohammed Saeid in de 74ste minuut tegen Philadelphia Union. Hij voltooide acht passes in de korte tijd dat hij op het veld stond, maar kon de 3-2 nederlaag voor Columbus Crew SC niet voorkomen. Het zouden Swanson's enige minuten op het veld zijn, omdat hij in juli op de blessure lijst werd geplaatst na een operatie aan zijn rechterschouder.
Swanson werd opnieuw uitgeleend, dit keer aan Pittsburgh, om het seizoen van 2017 te beginnen. Echter kreeg hij opnieuw een blessure waardoor hij voor de rest van het seizoen onbeschikbaar was.  Hij werd teruggeroepen en op 20 april op de blessure lijst geplaatst, nadat hij een operatie aan zijn rechter enkel had ondergaan. Men verwachtte dat hij na vijf tot zeven maanden terug zou keren.
Op 1 december 2017 weigerde Crew SC de contractoptie van Swanson, waarmee hij zijn 12-jarige lidmaatschap bij de club beëindigde. Swanson maakte drie seizoenen deel uit van het eerste elftal in Columbus, maar maakte slechts één optreden in alle competities voor de Amerikaanse club. 

## Internationale carrière
Swanson werd door de Verenigde Staten opgeroepen voor het U18 en U20- team. Op september 2013 werd hij voor de eerste keer voor de U18's opgeroepen, als onderdeel van een trainingskamp met 36 spelers in Carson, Californië. Swanson maakte zijn eerste optredens voor de U18's in 2014, deelnemend aan het internationale toernooi van Lissabon, internationale toernooi van Václav Ježek, een trainingskamp in december in Marbella, Spanje, en eindigde met een vriendelijke wedstrijd tegen Canada in april.  Hij werd in 2015 weer door de U18's opgeroepen en kreeg een uitnodiging voor het eerste kamp van het jaar in Bosnië en Herzegovina. Swanson speelde 15 wedstrijden voor de U18's. 

## Carrière-statistieken
Tot 20 april 2017. 
| Club                                | Seizoen        | Competitie     | Competitie | Competitie | playoffs | playoffs | Beker | Beker | Continentaal | Continentaal | Totaal | Totaal |
| Club                                | Seizoen        | Divisie        | Wed.       | Doel.      | Wed.     | Doel.    | Wed.  | Doel. | Wed.         | Doel.        | Wed.   | Doel.  |
| ----------------------------------- | -------------- | -------------- | ---------- | ---------- | -------- | -------- | ----- | ----- | ------------ | ------------ | ------ | ------ |
| Columbus Crew SC                    | 2015           | MLS            | 0          | 0          | 0        | 0        | 0     | 0     | -            | -            | 0      | 0      |
| Columbus Crew SC                    | 2016           | MLS            | 1          | 0          | -        | -        | 0     | 0     | -            | -            | 1      | 0      |
| Columbus Crew SC                    | 2017           | MLS            | 0          | 0          | 0        | 0        | 0     | 0     | -            | -            | 0      | 0      |
| Columbus Crew SC                    | Totaal         | Totaal         | 1          | 0          | 0        | 0        | 0     | 0     | 0            | 0            | 1      | 0      |
| Pittsburgh Riverhounds (uitgeleend) | 2016           | USL            | 5          | 0          | -        | -        | 0     | 0     | -            | -            | 5      | 0      |
| Pittsburgh Riverhounds (uitgeleend) | 2017           | USL            | 3          | 0          | -        | -        | 0     | 0     | -            | -            | 3      | 0      |
| Pittsburgh Riverhounds (uitgeleend) | Totaal         | Totaal         | 8          | 0          | 0        | 0        | 0     | 0     | 0            | 0            | 8      | 0      |
| Carrièretotaal                      | Carrièretotaal | Carrièretotaal | 9          | 0          | 0        | 0        | 0     | 0     | 0            | 0            | 9      | 0      |